# حيازة شاغرة (رواية)
حيازة شاغرة هو عنوان الرواية الثانية للمؤلّفة البريطانيّة هيلاري مانتل، والتي نشرت لأول مرة في عام 1986 من قبل تشاتو وويندوس . تستمرّ القصة من روايتها الأولى "كل يوم هو عيد الأم" وتدور أحداثها بعد حوالي عشر سنوات مع نفس طاقم الشّخصيات.

## الرواية
تم إطلاق سراح موريل أكسون من مصحة عقلية في إطار برنامج الرعاية في المجتمع وتسعى للانتقام من أولئك الذين تلومهم على وضعها هناك - إيزابيل فيلد أخصائيتها الاجتماعية، وهي الآن متزوجة بشكل غير سعيد من مساعد مدير البنك، والد إيزابيل الّذي تبيّن أنّه كان كذلك. والد طفل مورييل وكولين سيدني الّذي يعيش الآن في منزل مورييل القديم وابنته حامل الآن من زوج إيزابيل. تمكّنت موريل، الّتي اكتسبت مهارة في التّقليد وأصبحت بارعة في التّنكر، من التّسلل إلى عائلتيّ كولن وإيزابيل ممّا أدّى إلى نتائج مأساويّة.
على الرّغم من موضوعاته المظلمة، إلّا أنّ الكتاب تمكّن من جلب الكثير من الكوميديا إلى هذه المواقف المظلمة على ما يبدو.

## روابط خارجية
- http://www.Complete-review.com/reviews/mantelh/vacantp.htm
- http://www.elsevier.com/wps/find/bookdescription.authors/723125/description#description